# Râul Agriș, Luț
Râul Agriș este un curs de apă, afluent al râului Luț. 

## Hărți
- Harta județului Mureș